# Curly Howard

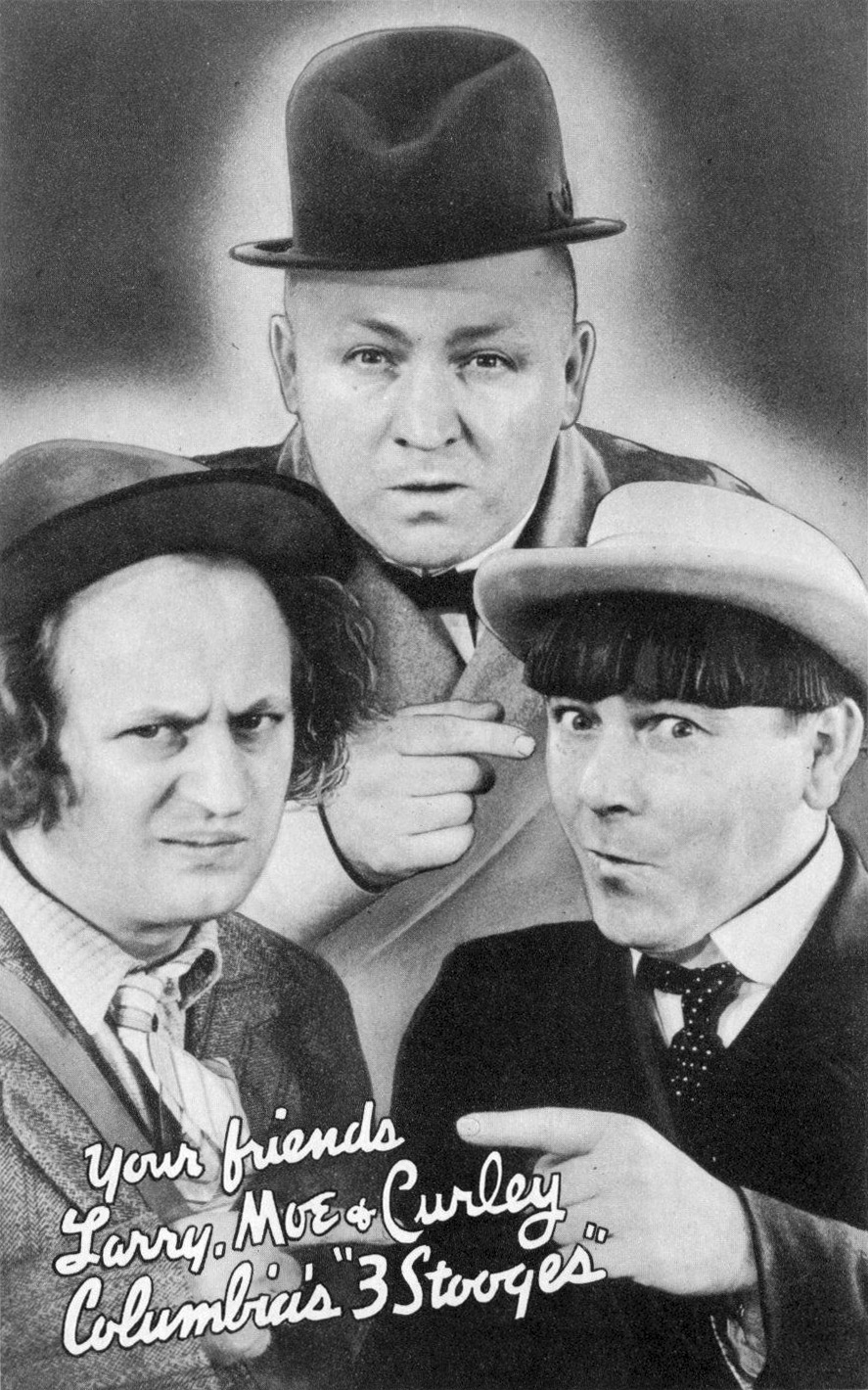
Los Tres Chiflados en 1937

Jerome Lester Horwitz (Brooklyn, Nueva York, 22 de octubre de 1903-San Gabriel, California, 18 de enero de 1952), conocido como Curly Howard (Curley Howard en algunas de sus presentaciones), fue un comediante y actor estadounidense, famoso por integrar los Tres Chiflados junto con su hermano Moe Howard y su amigo Larry Fine. Formó parte del grupo cómico entre 1934 y 1946, cuando, debido a sufrir un accidente cerebrovascular grave, quedaría incapacitado para seguir, siendo reemplazado por su hermano Shemp Howard.

## Biografía
Se unió a los Chiflados en 1932, cuando su hermano Shemp dejó el grupo. Una de las condiciones para entrar en la serie era la de afeitarse su gran bigote y raparse su larga cabellera que tenía al estilo Buffalo Bill, con lo que a partir de entonces pasó a ser conocido mundialmente como Curly (que quiere decir 'enrulado', 'rizado'). Algunas de sus líneas más famosas son «¡Nyuk! ¡Nyuk! ¡Nyuk!» y «¡Woob! ¡Woob! ¡Woob!».
Se cuenta que en un día de filmación de 3 Dumb Clucks, se cayó por el hueco de un ascensor y sufrió una lesión severa en el cuero cabelludo.
Curly era una persona tranquila e introvertida y como muchos otros no pudo afrontar la presión de la fama. Además, el hecho de raparse el cabello y cortar su frondoso bigote lo afectaron anímicamente, y sintió que ya no sería atractivo con las mujeres. Comenzó a comer y a beber en demasía, y a derrochar dinero en viviendas, coches, mascotas y mujeres. Se casó cuatro veces. La primera vez fue —muy joven— con Julia Rosenthal, con quien sólo estuvo casado seis meses.
El segundo matrimonio tuvo lugar el 7 de junio de 1937, con Elaine Ackerman. De esta unión nació su primera hija, Marilyn, pero este matrimonio no perduró, se divorció el 11 de julio de 1940. El 17 de octubre de 1945 se casó con Marion Buxbaum, de quien se divorció después de sólo tres meses, el 14 de enero de 1946, suceso que tuvo una gran cobertura periodística ya que hubo juicio de por medio. Fue después de su separación de Marion que la salud de Curly comenzó su rápido deterioro.
El nefasto 6 de mayo de 1946, sufrió un derrame cerebral durante el rodaje del corto número 97 de los Tres Chiflados, Half-Wits' Holiday. A raíz de este suceso tuvo que abandonar el grupo, aunque se esperaba que se recuperara y volviera a actuar, pero su salud no le permitió volver a la actuación. Sin embargo, hizo una pequeña aparición en el corto de 1947 Hold That Lion!, que además fue la única vez que estuvieron juntos en pantalla los tres hermanos Howard (Moe, Curly y Shemp) y Larry Fine. Conoció a Valerie Newman, con quien se casó el 31 de julio de 1947. Valerie fue su cuarta esposa, ella lo cuidó a través de sus últimos y terribles años, y se puede decir que fue su matrimonio más feliz. Valerie concibió a una hija, Janie.
Por último, en 1949, la salud de Curly se agravó cuando sufrió un segundo derrame cerebral, luego sufrió una serie de ACV adicionales y fue llevado de urgencia al Hospital Cedars Of Lebanon en Hollywood. Curly falleció el 18 de enero de 1952. Tenía 48 años de edad. Sus restos se encuentran en el Home of Peace Memorial Park, de Los Ángeles.

### Su infancia y adolescencia
Curly nace como Jerome Lester Horwitz, en Brooklyn, Nueva York, como el quinto y último hijo de la familia Horwitz (al que apodaron Babe), de ascendencia levita y lituana judía. Este apodo provocó confusiones porque su hermano mayor Shemp se casó con Gertrude Frank, a quien también llamaban así. Por ese motivo, se le empezó a conocer como Curly para evitar la confusión. Su nombre completo en hebreo fue Yehudah Lev ben Shlomo Natan ha Levi.
De niño se caracterizó por ser tímido y raramente causó problemas a sus padres y hermanos. Fue un estudiante académicamente bajo, pero un excelente atleta y jugador de básquetbol en la escuela. No se graduó del colegio, pero fue muy esforzado y colaborador con los trabajos que consiguió junto con sus hermanos mayores, a los cuales admiraba.
En esta etapa de su vida, el joven Curly fue un acompañante de baile y cantante, y regularmente actuó en el Triangle Ballroom en Brooklyn, ocasionalmente junto con George Raft.
En 1916, accidentalmente se disparó en el tobillo de su pierna izquierda con un rifle mientras lo tenía en su falda e inconscientemente se había puesto a jugar con el gatillo. Gracias a que fue trasladado de inmediato al hospital, se salvó su vida. Este suceso marcó el resto de su existencia, al provocarle un ligero cojeo en su pierna, y nunca se trató de corregir satisfactoriamente con una cirugía. Su discapacidad al caminar la explotó a menudo de una forma cómica cuando actuó con los Tres Chiflados.
Desde muy joven, Curly se interesó en la comedia, y observó de cerca a sus hermanos Shemp y Moe en el acto de vaudeville de Ted Healy, aunque nunca participó con ellos en sus rutinas.

### Sus inicios e ingreso a los Tres Chiflados
Curly siempre se caracterizó por su galanteo y debilidad por las mujeres hermosas. En agosto de 1930 se casó con su primera esposa Julia Rosenthal, con una relación corta y difícil, y se divorció al cabo de unos cuantos meses.
Para esos años, el dúo Horwitz cambia su apellido judío al americanizado Howard e incorporan a Larry Fine como parte del show de Healy, con los cuales realizarían su primer filme bajo la dirección de Benjamin Stoloff: Soup to Nuts, con guion de Rube Goldberg.
Sin embargo, A Shemp nunca le agradó el comportamiento abusivo en lo económico y laboral de Healy, por lo que abandonó el grupo tan pronto se le ofreció un rol cómico secundario en 1932 para Vitaphone.
Con él fuera, Moe sugirió a su hermano menor como un sustituto perfecto para el tercer chiflado. Healy observó al joven, de aspecto impecable y con un gran bigote, y pensó que no era una caracterización graciosa como ellos dos. De inmediato, Curly se retiró y se rasuró su pelo, y regresó unos cuantos minutos más tarde donde se encontraban ellos. Este suceso hizo cambiar de opinión a Ted Healy, y concordaron que el apodo de Curly (Enrulado) era el nombre apropiado. Curly mantuvo un bigote similar al de Adolf Hitler en las primeras presentaciones, el cual afeitó por completo tiempo después.
En 1934, MGM se consolidó como productora. Ted Healy pasó a actuar con bastante éxito como un comediante solitario en varios filmes, mientras se las arregló como pudo con sus problemas emocionales y el alcoholismo, que lo llevarían a una muerte prematura y confusa unos cuantos años más tarde.
Larry y Moe entonces decidieron actuar por su propia cuenta, con el nombre definitivo y con el que serían mundialmente célebres, The Three Stooges (los Tres Chiflados).
Los Tres Chiflados muy pronto se convirtieron en la atracción más popular en los cines y teatros de la época, con Curly como el centro de atención del grupo.

### Los años dorados
A finales de la década de los 30, Curly fue claramente la estrella de los Tres Chiflados. Su acto acrobático, gestos y expresiones eran un carisma natural para las audiencias, a pesar de no tener una formación actoral en particular, porque todo era espontáneo.
Muchas veces los directores enfatizaron los libretos en escenas en las que Curly simplemente improvisaba y cambiaba el argumento del libreto, por falta de memoria. Rutinas habituales incluían objetos inanimados (pasteles, herramientas, utensilios, etc.) en situaciones que dejaban salir espontáneamente su genio para hacer reír.
Moe más tarde confirmó que en efecto, Curly a menudo olvidaba sus líneas, y sólo improvisaba con lo que se le ocurría para no arruinar la escena. Una ocasión curiosa fue una vez que olvidó por completo su diálogo, se lanzó al suelo y empezó a girar como un trompo hasta que recordó que era lo que debía decir. Sencillamente nunca se sabía lo que sucedería con Curly frente a las cámaras.
En el escenario desarrolló una serie de reacciones y expresiones que los restantes Chiflados debieron copiar al observar su acto.
- «N'yuk, n'yuk, n'yuk» — a menudo se usó cuando Curly se divertía a sí mismo.
- «Woo, woo, woo» — se usó cuando estaba asustado, en algunas escenas en las que cortejaba una dama y cuando huía de un peligro.
- «N'yahh!» — reacción de miedo (esta fue la expresión más usada por los demás Chiflados cuando Curly se marchó)
- «Ruff, ruff» — un ladrido de perro. Usada para darse valor ante un enemigo y justo antes de finalizar la escena.

En algunas ocasiones, Moe pensaba que la emergente estrella Lou Costello (un amigo cercano de Shemp) pudo copiar los manierismos y la voz aguda de Curly.
Fuera de escena, Curly se mantuvo como una persona introvertida, y raramente socializaba con la gente a menos que estuvieran sus hermanos cerca o fuera para beber.
El 7 de junio de 1937, se casó con Elaine Ackerman, con la que tuvo su primera hija, Marilyn, al año siguiente. La pareja se divorció en 1940. Para estos años, Curly subió excesivamente de peso y desarrolló hipertensión.
El hecho de que pensara que se había vuelto menos atractivo para las mujeres se tornó en una obsesión y le ocasionó severos problemas emocionales. Empezó a beber demasiado para esconder sus inseguridades.
A pesar de ello, fue muy popular con las mujeres toda su vida, y eran frecuentes sus amoríos a cambio de dinero o bienes. De esta forma, dilapidó la mayor parte de su fortuna, tanto como en licor, propiedades, autos y especialmente perros, que se convirtieron en su compañía cuando no actuaba.
Durante la Segunda Guerra Mundial tuvieron un receso de seis meses fuera por cada año, combinado con diversas apariciones personales. Curly nunca bebió durante sus actuaciones en filmes o en el receso, debido a que Moe nunca se lo permitió. Sin embargo, en una ocasión y ante la ausencia de su hermano mayor, se marchó a un nightclub donde bebió, comió y trasnochó lo que quiso, algo que se estaba tornando inmanejable, afectando sus finanzas personales.
Moe a menudo lo ayudó económicamente y colaboró en manejar sus ingresos y a cumplir con sus obligaciones fiscales.

### Lento declive
En 1944, la energía de Curly se empezó a desvanecer. Filmes como Idle Roomers, The Yoke's on Me y Booby Dupes presentaron al actor con una voz más profunda y trasnochada, y sus acciones más lentas que lo usual. Después de la filmación de Idiots DeLuxe, Curly finalmente se fue a chequear al Cottage Hospital en Santa Bárbara, California, el 23 de enero de 1945.
Fue diagnosticado con extrema hipertensión, hemorragia retinal y obesidad. Para esta época se cree que empezó a sufrir de pequeños derrames cerebrales que empezaron a reducir su capacidad mental.
El filme If a Body Meets a Body, de Jules White, ya mostró a un Curly enfermo y notablemente lento, incapaz de realizar un trabajo decente. Incluso el propio Moe debió guiarlo en cámara sobre lo que debía hacer. Jules White simplemente dejó el peso del guion a sus compañeros Moe y Larry, con cortos cada vez más mediocres en los que se notaba el sufrimiento físico de Curly.
Moe creyó que Curly necesitaba casarse para mejorar su salud. Después de un cortejo de sólo dos semanas, Curly se casó por tercera vez. Esta vez con Marion Buxbaum el 17 de octubre de 1945, unión que duró aproximadamente solo tres meses.
El suceso tuvo una amplia cobertura de los medios locales por el sonado juicio que lo siguió. Este hecho hizo que la salud de Curly empezara un rápido y devastador declive.

### Enfermedad
A inicios de 1946, su voz se escuchaba dos veces más áspera que lo usual, y tuvo una notoria dificultad para memorizar sus diálogos, aún los más sencillos. Había perdido peso de una forma considerable, y se notaban arrugas en su rostro habitualmente juvenil. Salvo unas pocas excepciones, sus últimos 12 cortos (de un total de 97) fueron muy irregulares, sin energía y constituyeron el ocaso de su brillante carrera, iniciada en 1932.
Finalmente, ocurrió el colapso. El 6 de mayo de 1946, mientras filmaban el corto número 97 Half-Wits Holiday, Curly sufrió un derrame cerebral masivo en el set.
El actor había terminado la mayoría del filme, excepto por una escena de pelea con pasteles que ocurría al final. Moe contó en su autobiografía que el director Jules White llamó a Curly pero éste no respondía, entonces Moe buscó a su hermano y lo encontró sentado con la cabeza caída sobre su pecho: estaba llorando profusamente pero era incapaz de hablar, ya que su boca estaba torcida. Moe cuenta que supo instantáneamente que su hermano había sufrido un ACV severo. De inmediato fue llevado al hospital en Woodland Hills, California.
La producción de la película concluyó improvisando el guion con Curly ausente, y ocultando la verdadera gravedad de la enfermedad al resto del elenco, hasta que finalizó el rodaje.
En ausencia de Curly, Shemp volvió al trío en ese período, aparentemente en forma temporal hasta la completa recuperación de Curly, algo que lamentablemente nunca sucedió. Durante los últimos dos años de la carrera de éste, Shemp fue requerido ocasionalmente para las actuaciones en vivo, hasta que su cambio fue permanente.

### Últimas apariciones enlos Tres Chiflados(1946)
Durante su convalecencia, Curly hizo una breve aparición (haciendo su rutina de ladrido de perro) en el tercer filme en que apareció Shemp, Hold That Lion! de Jules White. Este fue el único corto en el que aparecieron los tres hermanos Howard junto con Larry Fine, curiosamente el número 100. White admitió más tarde que este hecho fue algo espontáneo, durante una visita imprevista de Curly al estudio. Allí figuró con su cabellera, en su última aparición frente a una cámara.
Un segundo cameo previsto fue en Malice in The Palace, de 1949 —para el cual se imprimió un afiche de una fotografía donde se observaba un demacrado y enflaquecido Curly con bigote y vestido de chef—.
Curiosamente, dicha escena fue escrita con la colaboración del propio Curly, y fue grabada poco antes de editarse el corto. Sin embargo, el irritable chef que interpretaría fue suprimido por razones desconocidas, muy probablemente, por el mal estado físico del comediante.
El cameo de Curly que apareció en Hold That Lion! fue reciclado en 1953 en Booty and the Beast, un año después de su muerte. Fue la última escena reutilizada de él para un corto del trío.

### Retiro y matrimonio feliz
Aún no recuperado totalmente de su derrame, Curly conoció a Valerie Newman, con quien se casó el 31 de julio de 1947. La mejor amiga de Moe y su esposa Helen, Irma Leveton, recordó: “Valerie fue la única cosa decente que le sucedió a Curly y la única que realmente cuidó de él”. A pesar de que su salud empezó a empeorar durante el matrimonio, le dio su segunda y última hija, Janie, en 1948.
Ese mismo año, Curly sufrió un segundo derrame masivo, el cual lo dejó parcialmente paralizado y lo confinó de por vida a una silla de ruedas. En 1950 se sometió a una severa dieta que incluía arroz y manzanas para reducir de peso, debido a que se creyó que con ello disminuiría el riesgo de más ACV, aunque no mejoró su condición médica.
Valerie lo remitió al Motion Picture Country House and Hospital el 29 de agosto de 1950. Después de algunos meses de tratamiento y pruebas médicas, Curly fue dado de alta, aunque regresaría periódicamente hasta su muerte.
En febrero de 1951 fue internado en una clínica de reposo, la Colonial House, en Los Ángeles, donde en marzo sufrió otro derrame. En abril tomó como residencia el North Hollywood Hospital and Sanitarium.

### Meses finales y muerte

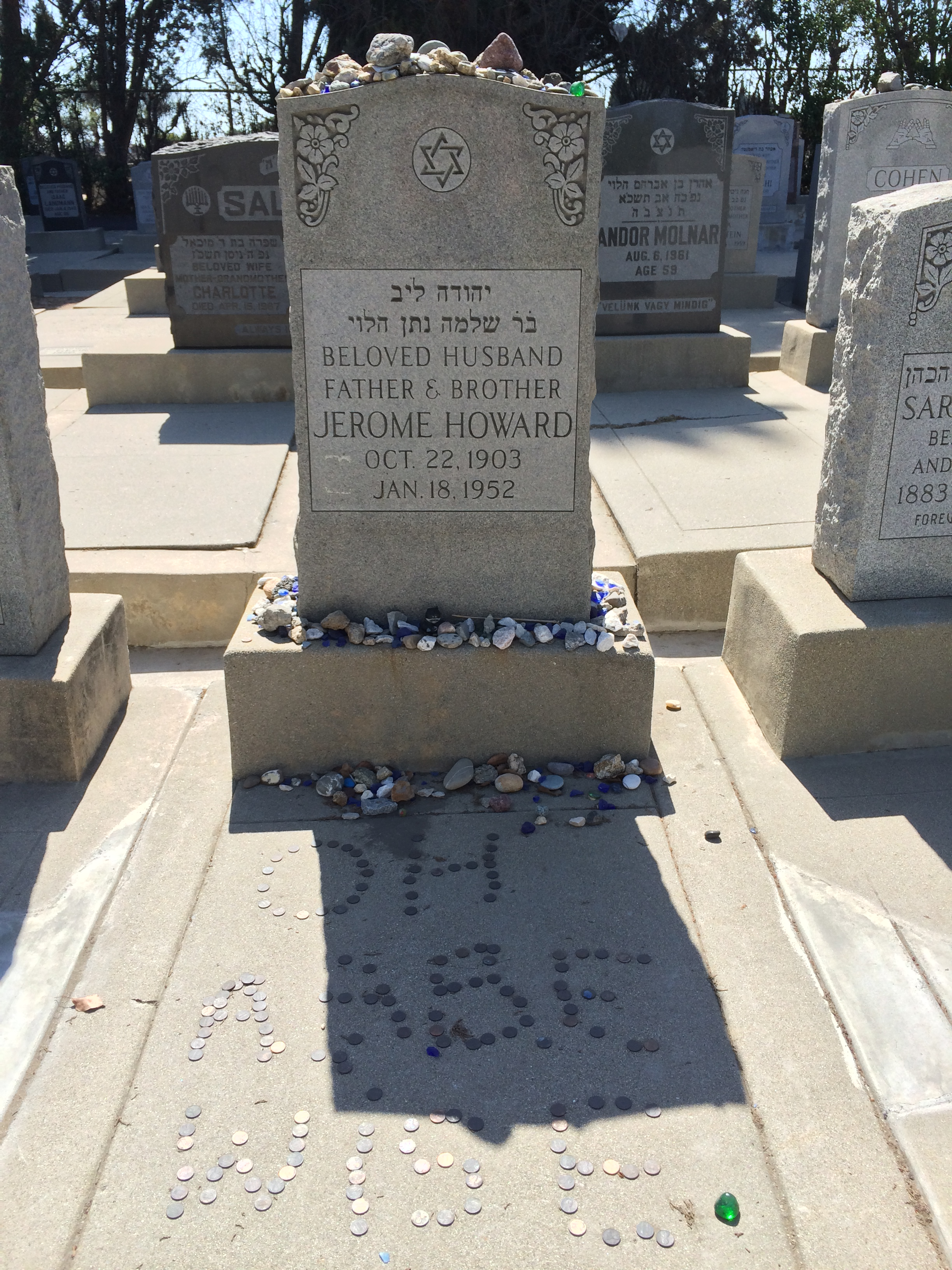
Tumba de Curly Howard

En diciembre de 1951, el supervisor del North Hollywood Hospital and Sanitarium avisó a la familia Howard que Curly había empezado a dar problemas al personal médico a causa de su deterioro mental. Sugirió que fuera internado en un hospital para enfermos mentales para un cuidado más especializado, pero Moe se rehusó.
El 7 de enero de 1952, Moe fue contactado por personal del hospital en el set de Columbia mientras filmaba He Cooked His Goose, indicándole que Curly debía ser trasladado de nuevo, y fue reubicado en el Baldy View Sanitarium en San Gabriel, California. Once días más tarde, el 18 de enero, murió de una hemorragia masiva cerebral, a la prematura edad de 48 años. Se realizó un funeral judío y fue sepultado en Los Ángeles.

## Filmografía

### Largometrajes
- The Prizefighter and the Lady (1933) (escenas eliminadas)
- Turn Back the Clock (1933)
- Broadway to Hollywood (1933)
- Meet the Baron (1933)
- Dancing Lady (1933)
- Myrt and Marge (1933)
- Fugitive Lovers (1934)
- Hollywood Party (1934)
- Operator 13 (1934)
- The Captain Hates the Sea (1934)
- Start Cheering (1938)
- Time Out for Rhythm (1941)
- My Sister Eileen (1942, cameo)
- Good Luck, Mr. Yates (1943) (escenas eliminadas)
- Rockin' in the Rockies (1945)
- Swing Parade of 1946 (1946)
- Stop, Look and Laugh|Stop! Look! and Laugh! (1960) (compilación de escenas de cortos)
- Hollywood my Home Town (1965) (compilación de películas caseras de Hollywood)
- The Three Stooges Follies (1974) (compilación de cortos)

### Cortos con Ted Healy
- Nertsery Rhymes (1933)
- Beer and Pretzels (1933)
- Hello Pop! (1933)
- Plane Nuts (1933)
- Screen Snapshots Series 13 # 5 (1934)
- Hollywood on Parade # B-9 (1934)
- The Big Idea (1934)

### Cortos misceláneos
- Movietone News (1934)
- Roast Beef and Movies (1934)
- Jailbirds of Paradise (1934)

### Cortos Tres Chiflados y misceláneos
- Woman Haters (1934)
- Punch Drunks (1934)
- Men in Black (1934)
- Screen Snapshots Series 14, No. 2 (1934)
- Three Little Pigskins (1934)
- Horses' Collars (1935)
- Restless Knights (1935)
- Screen Snapshots Series 14, No. 6 (1935)
- Pop Goes the Easel (1935)
- Uncivil Warriors (1935)
- Pardon My Scotch (1935)
- Hoi Polloi (1935)
- Three Little Beers (1935)
- Ants in the Pantry (1936)
- Movie Maniacs (1936)
- Screen Snapshots Series 15, No. 7 (1936)
- Half Shot Shooters (1936)
- Disorder in the Court (1936)
- A Pain in the Pullman (1936)
- False Alarms (1936)
- Whoops, I'm an Indian! (1936)
- Slippery Silks (1936)
- Grips, Grunts and Groans (1937)
- Dizzy Doctors (1937)
- 3 Dumb Clucks (1937)
- Back to the Woods (1937)
- Goofs and Saddles (1937)
- Cash and Carry (1937)
- Playing the Ponies (1937)
- The Sitter Downers (1937)
- Termites of 1938 (1938)
- Wee Wee Monsieur (1938)
- Tassels in the Air (1938)
- Healthy, Wealthy and Dumb (1938)
- Violent Is the Word for Curly (1938)
- Three Missing Links (1938)
- Mutts to You (1938)
- Flat Foot Stooges (1938)
- Three Little Sew and Sews (1939)
- We Want Our Mummy (1939)
- A Ducking They Did Go (1939)
- Screen Snapshots Series 18, No. 9: Stars on Horseback (1939)
- Yes, We Have No Bonanza (1939)
- Saved by the Belle (1939)
- Calling All Curs (1939)
- Oily to Bed, Oily to Rise (1939)
- Three Sappy People (1939)
- You Nazty Spy! (1940)
- Screen Snapshots Series 19, No. 5: Art and Artists (1940)
- Rockin' thru the Rockies (1940)
- Screen Snapshots Series 19, No. 6 (1940)
- A Plumbing We Will Go (1940)
- Nutty But Nice|Nutty but Nice (1940)
- How High Is Up? (1940)
- From Nurse to Worse (1940)
- No Census, No Feeling (1940)
- Cookoo Cavaliers (1940)
- Screen Snapshots Series 20, No. 3 (1940)
- Boobs in Arms (1940)
- So Long Mr. Chumps (1941)
- Dutiful But Dumb (1941)
- All the World's a Stooge (1941)
- I'll Never Heil Again (1941)
- An Ache in Every Stake (1941)
- In the Sweet Pie and Pie (1941)
- Screen Snapshots Series 21, No. 3: Army Flying Cadet graduation (1941)
- Some More of Samoa (1941)
- Loco Boy Makes Good (1942)
- What's the Matador? (1942)
- Cactus Makes Perfect (1942)
- Matri-Phony (1942)
- Three Smart Saps (1942)
- Even As IOU (1942)
- Sock-a-Bye Baby (1942)
- They Stooge to Conga (1943)
- Dizzy Detectives (1943)
- Screen Snapshots Series 22, No. 8 (1943)
- Spook Louder (1943)
- Back from the Front (1943)
- Three Little Twirps (1943)
- Higher Than a Kite (1943)
- I Can Hardly Wait (1943)
- Dizzy Pilots (1943)
- Phony Express (1943)
- A Gem of a Jam (1943)
- Crash Goes the Hash (1944)
- Busy Buddies (1944)
- The Yoke's on Me (1944)
- Idle Roomers (1944)
- Gents Without Cents (1944)
- No Dough Boys (1944)
- Screen Snapshots (1945)
- Three Pests in a Mess (1945)
- Booby Dupes (1945)
- Idiots Deluxe (1945)
- If a Body Meets a Body (1945)
- Micro-Phonies (1945)
- Beer Barrel Polecats (1946)
- A Bird in the Head (1946)
- Uncivil War Birds (1946)
- The Three Troubledoers (1946)
- Monkey Businessmen (1946)
- Three Loan Wolves (1946)
- G.I. Wanna Home (1946)
- Rhythm and Weep (1946)
- Three Little Pirates (1946)
- Half-Wits Holiday (1947)
- Hold That Lion! (1947, cameo)
- Malice in the Palace (1949, cameo filmado, pero no usado)
- Booty and the Beast (1953, metraje reciclado de Hold That Lion!)

## Libros recomendados
- Curly: An Illustrated Biography of the Superstooge, por Joan Howard Maurer (Citadel Press, 1988).
- The Complete Three Stooges: The Official Filmography and Three Stooges Companión, por Jon Solomon , (Comedy III Productions, Inc., 2002).
- One Fine Stooge: A Frizzy Life in Pictures, por Steve Cox y Jim Terry , (Cumberland House Publishing, 2006).